# Jack Unterweger
Johann "Jack" Unterweger (Judenburg, Estiria, 16 de agosto de 1950 - Graz, 29 de junio de 1994) fue un asesino en serie austríaco que mató a doce mujeres de diferentes países y, después de su primera condena por homicidio, cobró notoriedad como escritor. 
Su primera condena por asesinato llegaría en 1974, aunque sería liberado en 1990 gracias a una campaña de intelectuales y políticos, con lo que se exhibía a Unterwerger como un ejemplo de rehabilitación. Posteriormente trabajaría como escritor y periodista, aunque a los nueve meses de su introducción a la sociedad, volvería a cometer asesinatos. Unterweger se suicidaría en la prisión después de ser condenado a cadena perpetua.

## Biografía

### Primeros años
Hijo de madre soltera de Viena y de un soldado norteamericano, Unterweger creció en la más extrema pobreza junto a su abuelo, que lo describió como un alcohólico compulsivo.
El tío de Unterwerger, de todas maneras, negó esta información.  
En sus primeros años de juventud fue enviado a prisión en varias oportunidades por pequeños crímenes, especialmente por asaltos a locales de prostitutas. 
En 1974 Unterwerger cometería su primer asesinato, acabando con la vida de la alemana de 18 años Margaret Schäfer por estrangulación con su propio sujetador. 
Por ello, sería sentenciado a cadena perpetua.

### Prisión y primer permiso de libertad
En la prisión, Unterweger escribió pequeños cuentos, poemas, obras de teatro y su autobiografía, Fegefeuer – eine Reise ins Zuchthaus, que sería pasado al cine. A causa de la popularidad de sus cuentos, artistas e intelectuales de la extrema izquierda austriaca como la escritora Elfriede Jelinek (quién en 2004 ganaría el Premio Nobel) realizaron peticiones de perdón para Unterweger. Así fue como el 23 de mayo de 1990, después de 15 años de prisión, sería finalmente liberado. A partir de aquí, Unterweger sería invitado a muchos programas de televisión como símbolo de la rehabilitación de los reos.

### Más asesinatos
Pero las fechorías continuaron una vez que el asesino estuvo libre. De hecho, la policía encontró indicios de seis asesinatos de Unterweger un año después de su liberación. 
En el aspecto profesional, en 1991, Unterweger fue contratado por una revista austríaca para escribir sobre un crimen sucedido en Los Ángeles, y describir las diferencias entre la prostitución en Estados Unidos y Europa. 
Unterweger conoció a un policía local de la ciudad norteamericana y lo acompañó durante las patrullas por el distrito rojo. 
Durante esa estancia en Los Ángeles, Unterweger mató tres prostitutas (Shannon Exley, Irene Rodríguez y Sherri Ann Long), salvajemente violadas y estranguladas con sus propios sujetadores. En Austria, Unterweger fue señalado como posible sospechoso de los crímenes. Sin otros posibles culpables, la policía puso en vigilancia. 
Después de seguirlo por Europa, Canadá, fue finalmente arrestado por el FBI en Miami, el 27 de febrero de 1992. Aún como fugitivo, llamó a una televisión austríaca para convencerlos sobre su inocencia.

### Juicio y muerte
Una vez en Austria,  Unterweger fue acusado de doce homicidios, uno de ellos ocurrido en Praga. El 29 de junio de 1994, Unterweger fue sentenciado a cadena perpetua sin posibilidad de Libertad Condicional.  
Esa misma noche, se suicidó colgándose en su celda con una soga hecha por los cordones de sus zapatos y su cinturón, con un nudo similar al empleado para matar a sus víctimas.